# آزمایشگاه شبکه‌های کامپیوتری
آزمایشگاه شبکه‌های کامپیوتری در سال ۱۹۹۵در نتیجه حل وظایف تحقیقاتی و پروژه‌های آزمایشی در همکاری با این صنعت تشکیل شد. این یک ایستگاه کار تجربی و یک تحقیق قراردادی مشترک KPI FEI TU و elfa sro است. در حال حاضر این آزمایشگاه یک ایستگاه کاری برتر است که در زمینهٔ فناوری‌های پیشرفته شبکه در جمهوری اسلواکی است و همچنین توسط جامعه کارشناسان بین‌المللی بسیار مورد قدردانی قرار گرفته است (در طول فعالیت این آزمایشگاه جوایز بین‌المللی متعددی به این آزمایشگاه اهدا شد). هدف اصلی پژوهشی این آزمایشگاه، شبکه‌های کامپیوتری و زیرساخت‌های پیشرفته شبکه با تأکید بر مسئله انتقال اطلاعات ماهیت چند رسانه‌ای با کیفیت مورد نیاز پارامترهای خدمات (QoS)است. توجه ویژه ای به حوزه‌های زیر می‌شود:
- روش‌های مؤثر ارزیابی پارامترهای کیفیت خدمات
- پیاده‌سازی فن‌آوری‌های جریان قوی در محیط شبکه IP
- راه‌حل ویدئو کنفرانس و خدمات صوتی نسل جدید
- نظارت، کنترل و نمایش توپولوژی‌ها در LAN و WAN
- زیرساخت‌های ارتباط مجازی و استفاده از آنها در عمل (فناوری‌های آموزش الکترونیکی و راه حل‌های آنها)

براساس گزارش CNL اولین آکادمی شبکه سیسکو منطقه‌ای (RCNA)در سال ۱۹۹۹ در جمهوری اسلواکی ایجاد شد و آموزش تأیید شده متخصصان شبکه را براساس استانداردهای صنعتی مؤثر بر کل قلمرو جمهوری اسلواکی در اجرای برنامه NetAcad (آکادمی شبکه سازی) ارائه کرد.
محوطهٔ آزمایشگاه شامل مجموعه‌ای از پنج اتاق با تجهیزات برتر مناسب برای ارائهٔ آموزش در حوزهٔ مربوطه و همچنین برای فعالیت‌های تخصصی و تحقیقاتی گستردهٔ اجراء شده بر مبنای آزمایشگاه است.
این آزمایشگاه یک فرایند آموزشی یکپارچه را در زمینهٔ فناوری اطلاعات و ارتباطات با تأکید بر موضوع شبکه‌های کامپیوتری، طراحی، مدیریت و مدیریت آنها ارائه می‌دهد. در محل آزمایشگاه، آموزش تخصصی دوره‌ها و رویداده‌ای مبتنی بر فناوری‌های شبکه و آموزش در برنامه NetAcad (‏برنامه آکادمی شبکه CISCO)‏اجرا می‌شود. LPS در حال حاضر دارای اهمیت دانشگاهی است و سالانه برای بیش از ۲۰۰ دانشجوی دانشگاه فنی تدریس می‌کند. این آزمایشگاه با همکاری طیف وسیعی از حامیان خارجی دیگر، به ویژه شرکت سیسکو سیستمز ساخته شده است.
با همکاری T-com (Slovak Telecom, a.s.) و نود آزمایشی شبکه WAN با دسترسی به WAN ATM ST, a.s. به عنوان اولین بخش آزمایشی و آموزشی بر اساس فناوری ATM در پردیس دانشگاه فنی و اولین ایستگاه کاری تخصصی در جمهوری‌اسلواکی و جمهوری چک برای آموزش متخصصان شبکه براساس برنامه آکادمی شبکه سیسکو - نت اکاد در محل LPS ساخته شد.
این آزمایشگاه سیستمهای ویدئو کنفرانس را برای سازماندهی کنفرانس‌های آی پی در اختیار دارد.
در LPS مدل عملکردی موفق مشارکت دانشجویان در فعالیت‌های علمی و تحقیقاتی ساخته شد. دانشجویان براساس گزینش داخلی در LPS پذیرفته می‌شوند و پس از تبدیل شدن به اعضای LPS در حل پروژه‌های بین‌المللی شرکت می‌کنند.
بر مبنای این آزمایشگاه حدود یکصد اثر دیپلم جالب، پروژه‌های ترمی و آثار علمی و تخصصی دانشجو جوایز متعددی را در سطح بین‌المللی دریافت کردند.
در حال حاضر LPS به‌طور بین‌المللی به عنوان مرکز فن‌آوری‌های یادگیری الکترونیکی و مرکز آماده‌سازی متخصصان شبکه در جمهوری اسلواکی شناخته می‌شود. نتایج عالی که در دراز مدت در زمینه پروژه‌های آزمایشی به دست آمد، در میان کارشناسان نه تنها در جمهوری اسلواکی بلکه در خارج از کشور نیز پاسخ مثبتی یافت. آکادمی منطقه ای بر اساس LPS چندین جایزه بین‌المللی دریافت کرد (پاریس ۲۰۰۰، کپنهاگ ۲۰۰۲ - آکادمی سال در منطقه اروپا، خاورمیانه و آفریقا) و در سال ۲۰۰۱ آزمایشگاه جایزه‌ای را در کنفرانس COFAX از انجمن ATM در جمهوری اسلواکی برای مجموعه «پروژه آزمایشی» دریافت کرد. برای مجموعه «پروژه آزمایشی». آخرین جایزه CNL جایزه «پروژه سال» است که توسط RCNA در CNL در والنسیا (اسپانیا) در سپتامبر ۲۰۰۵ در کنفرانس سالانه بیش از ۳۰۰۰ مدرسه درگیر در پروژه NetAcad در اروپا برای پروژه «تلفنی IP برای حوزه دانشگاهی در جمهوری اسلواکی» دریافت شد.
دقت نتایج به‌دست‌آمده در CNL براین حقیقت تأکید می‌کند که آقای F. Jakab جایزه "شخصیت IT سال ۲۰۰۶" را که هر ساله توسط نمایندگان مهم‌ترین رسانه‌های IT و انجمن‌های غیررسمی در جمهوری اسلواکی اعطا می‌شود به عنوان تنها فرد از جانب TUKE، را دریافت کرد.
این آزمایشگاه به‌طور مکرر توسط کارشناسان مشهور از بخش‌های دانشگاهی خارجی به عنوان بخشی از برنامه‌های کارآموزی و جایگزینی بازدید می‌شود.

## [۱]فعالیت‌ها و عملکرد CNL
- اجرای آموزش رشته‌های گرایش شبکه‌های کامپیوتری و زیرساخت‌های شبکه در زمینه مطالعات فناوری کامپیوتر و انفورماتیک
- هماهنگی اجرای برنامه نت آکد (شبکه برنامه آکادمیک سیسکو) در فرایند آموزشی در دانشگاه فنی
- بهره‌برداری از آکادمی شبکه منطقه ای سیسکو (RCNA)
- آماده‌سازی معلمان و دانش آموزان برای آزمون‌های گواهینامه معتبر بین‌المللی CCNA و CCNP
- آموزش، پژوهش، هماهنگی و مرکز تخصصی شبکه، زیرساخت‌های اطلاعاتی و آموزش از راه دور دانشگاه فنی
- مرکز همایش ویدیویی تماس دانشگاه فنی
- هماهنگی این اداره با مشاغل در زمینه فن آوری‌های شبکه[۱]